# ジェリー・ヤン

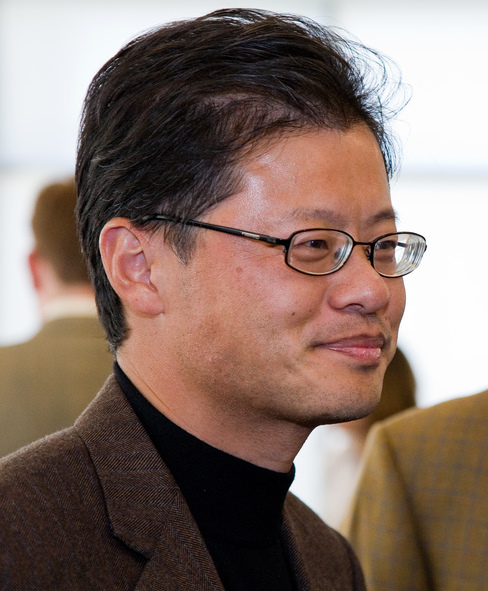
ジェリー・ヤン

ジェリー・チーユアン・ヤン（Jerry Chih-Yuan Yang、漢名: 楊致遠、1968年11月6日 - ）は、アメリカ合衆国の実業家、起業家、プログラマー。Yahoo!共同創業者。Yahoo! 最高経営責任者（CEO）、取締役、Chief Yahoo! 等を歴任。
10歳ごろに台湾からアメリカに移住した台湾系アメリカ人。妻はコスタリカ出身で日系アメリカ人の人類学者の山崎晶子。2021年7月の時点で20億ドル以上の資産を保有する。

## 経歴
中華民国台北市生まれ。1978年、カリフォルニア州サンノゼに移住。苦手だった英語をたった3年で熟練レベルにまでマスターし、高校では成績優秀な生徒のみが履修可能な大学レベルの英語のクラスに在籍した。
スタンフォード大学で電気工学を専攻し、ファイ・カッパ・サイにも入会。1990年、電気工学の理学士号（BS）と理学修士号（MS）を取得。1994年4月、博士課程在籍時の友人デビッド・ファイロとウェブディレクトリサービスの構築を始める。当初は彼らがよく使うウェブサイトのリンク集のようなものだったが、ベンチャーキャピタルに資金と運営ノウハウを提供され、1995年3月に Yahoo! を共同設立し、事業化した。1996年、 NASDAQで株式公開し、二人はたちまち資産1億ドル以上の資産家となった。
2007年6月、テリー・セメルのCEO辞任に伴い Yahoo! のCEOに暫定的に任命される。同社は株式公開以来、外部招聘した人物がCEOを務めており、ヤンは初のCEO就任だった。
2008年2月、マイクロソフトから総額446億$（1株31$）で買収提案されるが（その後1株33$に引き上げ）、Yahoo!取締役会は提案を拒否。これには「MS嫌い」で知られるヤンの意向が強く働いたとされる。その後Yahoo!株価は低迷し、同年10月には12ドル台に下落。同社投資家から経営責任を問う声が強まった。
2008年11月17日、CEO辞任を表明し、キャロル・バーツの後継就任によりChief Yahoo! に復帰。
2012年1月17日、ヤンは取締役およびChief Yahoo!を退任。「Yahoo! 外部の興味を追求する」としてYahoo!での約17年のキャリアに終止符を打った。同時にYahoo! JAPANとアリババグループの取締役も退任した。
ほか、AOL、シスコシステムズの役員、スタンフォード大学の理事も務めた。

## 人物
ヤンとファイロは1992年、交換留学プログラムで京都のスタンフォード大学日本センターに1年間滞在したことがある。その時、日系アメリカ人で同じくスタンフォード大学に通っていた人類学者、山崎晶子と出会い、1997年に結婚した。ヤンとファイロが相撲にはまりだしたのもその時からで、それにちなんで Yahoo! が格納されたヤンの研究用ワークステーションは「アケボノ」、検索エンジンが格納されたファイロのコンピュータは「コニシキ」と名付けられた。